# Cyclamen circassicum
Cyclamen circassicum är en viveväxtart som beskrevs av Pobedim.. Cyclamen circassicum ingår i släktet cyklamensläktet, och familjen viveväxter. Inga underarter finns listade i Catalogue of Life.